# Regne de Mandara

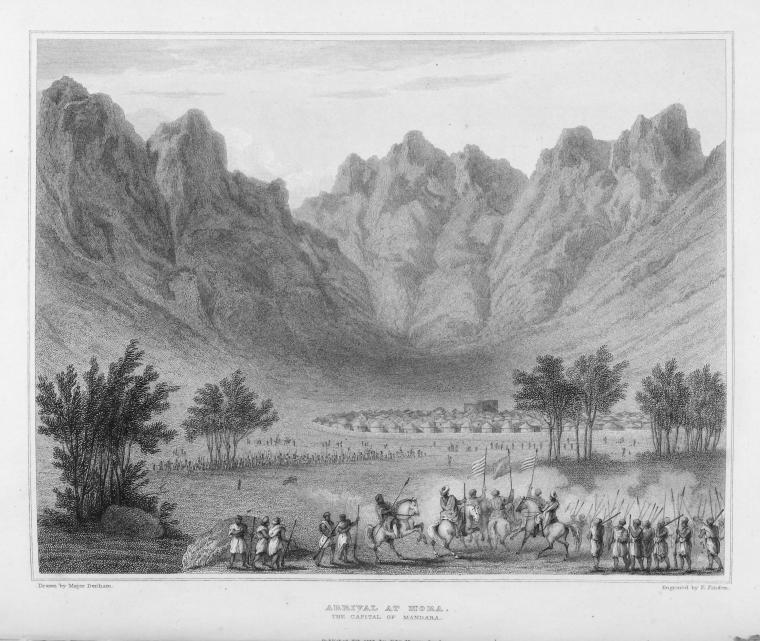
Arribada a Mora, la capital de Mandara, de l'explorador britànic Edward Francis Finden el 1826.

El Regne de Mandara (de vegades apareix com Wandala) fou un regne africà a les muntanyes Mandara al modern Camerun. Els mandarawa són els descendents dels habitants del regne .

## Història

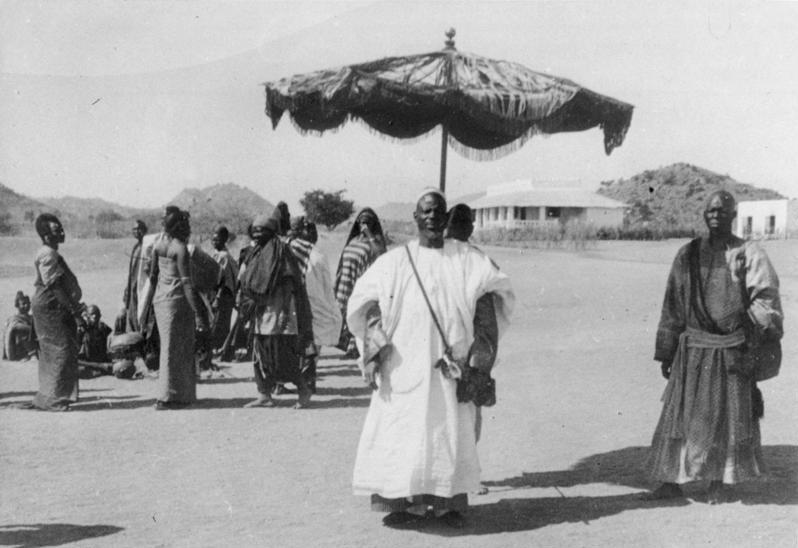
Sultan Bukar Afade vers 1911/15.

La tradició declara que Mandara va ser fundada poc abans de 1500 per una governant femella anomenada Soukda i un caçador anomenat Gaya. El regne fou esmentat per primer cop per Fra Mauro (el 1459) i per Lleó l'Africà (el 1526); l'origen del seu nom resta incert.
Pel primer segle d'història del regne, els seus governants van guerrejar amb grups veïns en un esforç per expandir els seus territoris. Després de conquerir el país dels dulos (o duolos) i establir la capital a Dulo vers 1580, va començar la dinastia de Sankre, un dirigent de guerra. Quan els dulos van fer un intent d'agafar el tron, el regne de Bornu va donar suport a la pretensió al tron d'Aldawa Nanda, un membre de la dinasta de Sankre. L'emperador Idris Alaoma de Bornu va instal·lar personalment a Nanda com a rei el 1614. Bornu va assolir així una posició influent sobre Mandara.
Mai Bukar Aji, el 25è rei, va fer de Mandara un sultanat vers 1715, el qual va subsistir per gairebé dos-cents anys. Els viatgers musulmans van convertir Bukar al Islam, i la Islamització del regne va continuar la majoria de la resta del segle i el segle següent. El regne va experimentar una edat daurada sota Bukar i el seu successor, Bukar Guiana (1773-1828). Al voltant de 1781, el regne de Mandara va derrotar el regne de Borno en una batalla important, i tot seguit van expandir el seu control en la regió. Al cim del seu poder al tombant de segle, Mandara rebia tribut d'uns 15 cacics. Tanmateix, el regne va fer front a un daltabaix el 1809, quan Modibo Adama, un fulani deixeble d'Usman dan Fodio, va dirigir una gihad contra Mandara. Adama va conquerir Dulo per un temps breu, ja que el contraatac dels mandarawa aviat el va expulsar fora de les fronteres del regne. La derrota d'Adama va incitar a Borno a aliar-se amb Mandara contra els invasors fulanis.

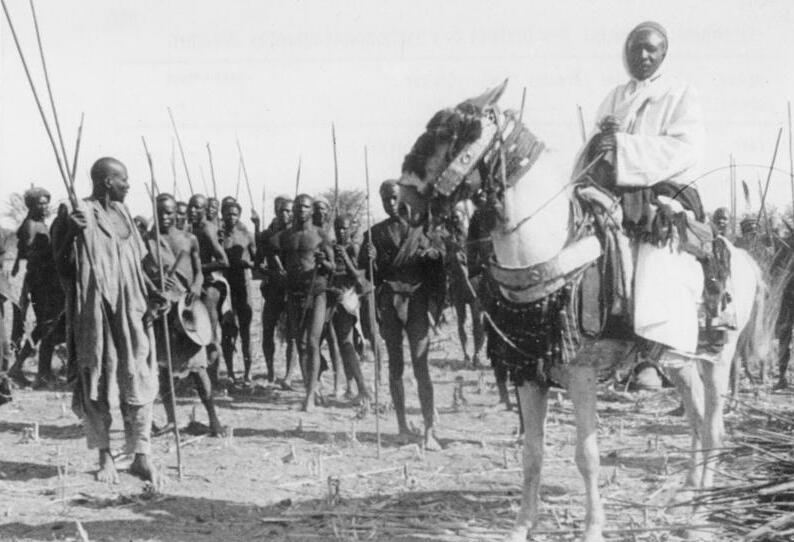
Sultan Bukar Afade (dalt de cavall) amb un seguici del seu poble, vers 1911/15.

A la mort del sultà Bukai Dgjiama, els tributaris de Mandara que no eren musulmans es van revoltar, i els fulanis van atacar un cop més. Per 1850, Borno no podria deixar passar l'oportunitat d'atacar el regne, força debilitat. El renovat conflicte va començar a minar la força del regne, preparant el camí per la invasió de les forces de la dinastia kanembu de Muhammad al-Amin en els anys 1880. El 1885 o 1886, les forces de Rabah Zubayr van destruir Dulo, marcant la posterior decadència del poder de Mandara. Tanmateix, el regne va continuar existint, repel·lint les incursions dels fulanis fins que finalment va caure a les seves mans el 1893.
L'explorador anglès Dixon Denham va acompanyar una expedició per capturar esclaus que va sortir de Borno cap al regne de Mandara el febrer 1823; els caçadors d'esclaus foren derrotats greument i Denham amb prou feines va salvar la vida, però va poder escriure a la tornada un dels primers relats a Europa sobre el regne. El 1902, el regne va ser conquerit per Alemanya, passant a mans de França el 1915, i adjudicant-se a aquest estat en el repartiment amb Anglaterra del 1919. Entre 1921 i 1946 va estar dins el mandat francès de Camerun concedit per la Lliga de Nacions, i del 1946 a 1957 dins del fideïcomís del Camerun administrat per França per encàrrec de les Nacions Unides; del 1957 al 1959 va quedar dins de la república autònoma del Camerun; del 1961 al 1961 dins la república del Camerun; del 1961 al 1972 dins de la república federal del Camerun; i després del 1972 dins de la república Unida del Camerun.

Imperi de Bornu amb la seva àrea d'influència que comprenia el regne de Mandara al sud-est (1810)

## Llista de Governants de Mandara
(Dates en itàlica indiquen exercici de facto del càrrec)
| Període             | sobirà                                                | Notes                                                 |
| ------------------- | ----------------------------------------------------- | ----------------------------------------------------- |
| vers 1450           | Fundació del regne de Mandara, 25 reis fins vers 1725 | Fundació del regne de Mandara, 25 reis fins vers 1725 |
| Sultanat de Mandara |                                                       |                                                       |
| 1715 a 1737         | Mai Bukar Aji                                         | (es va fer musulmà vers 1725))                        |
| 1737 a 1757         | Mohmadi Mokia                                         |                                                       |
| 1757 a 1773         | T'Kse Bldi, Sultà                                     |                                                       |
| 1773 a 1828         | Bukar D'Gjiama, Sultà                                 |                                                       |
| 1828 a 1842         | Hiassae, Sultà                                        |                                                       |
| 1842 a 1894         | Bukar Narbanha, Sultà                                 |                                                       |
| 1894 a 1902         | Umar Adjara, Sultà                                    |                                                       |
| 1902                | Incorporat al Camerun Alemany                         | (protectorat de l'Imperi Alemany)                     |
| 1902 a 1911         | Umar Adjara, Sultà                                    | (continuació) (deposat pels alemanys)                 |
| 1911 a 1915         | Bukar Afade, Sultà                                    |                                                       |
| 1915 a 1922         | Umar Adjara, Sultà                                    | (restaurat pels francesos)                            |
| 1922 a 1924         | Amada, Sultà                                          |                                                       |
| 1924 a 1926         | Kola Adama, Sultà                                     | (usurpador imposat pels francesos)                    |
| 1926 a 1942         | Bukar Afade                                           | (segona vegada)                                       |
| 1942 a 1969         | Hamidu Umar, Sultà                                    |                                                       |
| 1969 a ?            | Bichair Umar, Sultà                                   |                                                       |